# Massacro di Sétif e Guelma
Il massacro di Sétif e Guelma è stata una violenta repressione attuata dalle forze armate francesi e dai coloni europei in seguito ai moti indipendentisti, nazionalisti e anticolonialisti scoppiati in alcune località del dipartimento di Costantina, nell'Algeria francese l'8 maggio 1945.
In risposta alla repressione effettuata dalla polizia francese sui manifestanti durante una manifestazione nazionalista, scoppiarono una serie di disordini a Sétif che furono seguiti poi da una serie di attacchi ai coloni francesi nelle campagne circostanti che provocarono complessivamente 102 morti. Le autorità coloniali francesi e i coloni europei scatenarono così un'ondata di massacri che costò la vita a 6 000-30 000 musulmani nella regione. Sia lo scoppio che la natura indiscriminata della sua rappresaglia segnarono un punto di non ritorno nelle relazioni franco-algerine, dando il via al percorso che avrebbe portato allo scoppio della guerra d'Algeria del 1954-1962.

## Antefatti

### Il contesto
L'attuazione dei principi della Révolution nationale e delle leggi del regime di Vichy in Algeria, in particolare da parte di Weygand, aveva contribuito a mantenere l'ordine coloniale in Algeria. Ma, con lo sbarco alleato nel novembre 1942, le condizioni politiche mutarono. L'entrata in guerra del Nord Africa a fianco degli Alleati, che si stava preparando, provocò una grande mobilitazione: furono mobilitati 168 000 francesi del Nord Africa, cioè venti classi. Poiché la popolazione di europei in Nord Africa a quel tempo era di 1.076 000 persone, il numero nelle forze armate rappresentava il 15,6%, ovvero una persona su sei o sette.
Per la prima volta la coscrizione fu applicata anche ai musulmani, fino ad allora esentati. Messali Hadj, leader del principale movimento nazionalista algerino, il Partito del Popolo Algerino, formazione politica ufficialmente bandita, rimaneva incarcerato. Ferhat Abbas, leader degli Amici del Manifesto e della Libertà, chiese che i musulmani che si preparavano ad andare in guerra avessero la certezza di non rimanere «privi dei diritti e delle libertà essenziali di cui godono gli altri abitanti di questo Paese».
Il 7 marzo 1944 il Comitato francese di Liberazione nazionale adottò un'ordinanza che concedeva automaticamente la cittadinanza francese, senza modificarne lo stato civile religioso, a tutti gli indigeni con decorazioni militari e vari diplomi come il certificato di studi, ecc. Nel 1945 ne beneficiarono circa 62 000 combattenti, il che suscitò varie opposizioni in alcuni ambienti europei in Algeria. I leader nazionalisti algerini poi sperarono molto dal primo incontro dell'Organizzazione delle Nazioni Unite a San Francisco il 29 aprile 1945.

### Il movimento nazionalista algerino
Il 11 marzo 1937 Messali Hadj fondò il partito nazionalista Partito del Popolo Algerino (PPA). A Guelma, dal mese di aprile 1937, Hadj riunì 600 sostenitori in un incontro pubblico. Nel 1939 Guelma era stata fondata una sezione PPA, composta principalmente da giovanissimi che diffondevano il quotidiano messalista El Ouma.
Il 14 agosto 1941 viene adottata la Carta Atlantica, solenne dichiarazione del presidente statunitense Franklin Delano Roosevelt che invitava al rispetto "del diritto di tutti i popoli di scegliere la forma di governo sotto la quale intendono vivere", ampiamente commentata negli ambienti nazionalisti.
Dall'estate del 1943, i servizi d'informazione alleati e francesi notarono che l'Algeria era sull'orlo dell'esplosione. Un rapporto del Psychological Warfare Branch (PWB), che copriva il periodo luglio-settembre 1943 e che lo storico Alfred Salinas riporta nella sua opera "The Americans in Algeria 1942-1945" (L'Harmattan, 2013, p. 370), contiene le osservazioni raccolte nel dipartimento di Costantina da un informatore francese che scrisse in particolare: “I sentimenti anti-alleati ora dominano nettamente tra gli arabi e la percentuale degli agitatori continua a crescere. Il sabotaggio per aumentare lo scontento continua imperterrito nei douar (villaggi) dove non c'è alcun controllo. Le provviste sono sempre così deplorevoli […] c'è collusione per mandare nell'esercito esseri mal addestrati, storpi. Gli elementi sani restano a casa. L'insubordinazione diventa una regola. Tutta quest'area è ormai acquisita a Ferhat Abbas e ora professa le idee del suo capo. Si oppone alle decisioni dell'autorità con una resistenza passiva e talvolta attiva. I gendarmi e le autorità vengono esecrati, gli europei diventano nemici aperti […], i furti si susseguono, il mercato nero assume un ardore insolito, in una parola si possono distinguere i segni precursori di un cattivo stato morale di queste popolazioni finora abbastanza calmo”.
Il 14 aprile 1945, a Guelma, si tennero incontri privati tra coloni presso un fondo agricolo per la creazione di una milizia armata illegale. Ai 176 miliziani coloni vennero distribuite armi, 23 automezzi e gli autocarri del mugnaio Lavie vengono messi a loro disposizione dal sottoprefetto Achiary. Il 15 aprile 1945, l'ufficio AML sta organizzando un pasto presso l'hotel Grand Orient di Mohamed Reggi, dove Ferhat Abbas sostiene Mohamed Reggi per rappresentare i musulmani nelle future elezioni locali.
Nella primavera del 1945 la tensione tra la popolazione europea e quella indigena musulmana continuava a crescere. In aprile le autorità francesi, allarmate sulle voci di un'imminente rivolta araba decisero, di deportare a Brazzaville Hadj il 23 aprile 1945. Ad acuire le tensioni tra le due comunità vi era anche la catastrofica situazione alimentare che stava vivendo l'Algeria. Ciò era dettato dell'assenza di quasi tutti gli uomini abili, dalla siccità e dai razionamenti bellici attuati dalle autorità di Vichy negli anni precedenti. Il PPA organizzò per il 1º maggio una serie di proteste pacifiche in tutta l'Algeria. Durante queste manifestazioni venne utilizzata per la prima volta la bandiera algerina. Le manifestazioni si svolsero pacificamente tranne ad Algeri e ad Orano, dove si registrarono scontri con la polizia. La repressione fu brutale e causò alcuni morti, due ad Algeri e uno ad Orano. Il 7 maggio giunse l'annuncio della resa tedesca e della fine della guerra in Europa: per il giorno seguente vennero così organizzate in tutta l'Algeria parate e manifestazioni per celebrare la vittoria alleata.

## Lo scontro

### Le violenze dell'8 maggio a Sétif

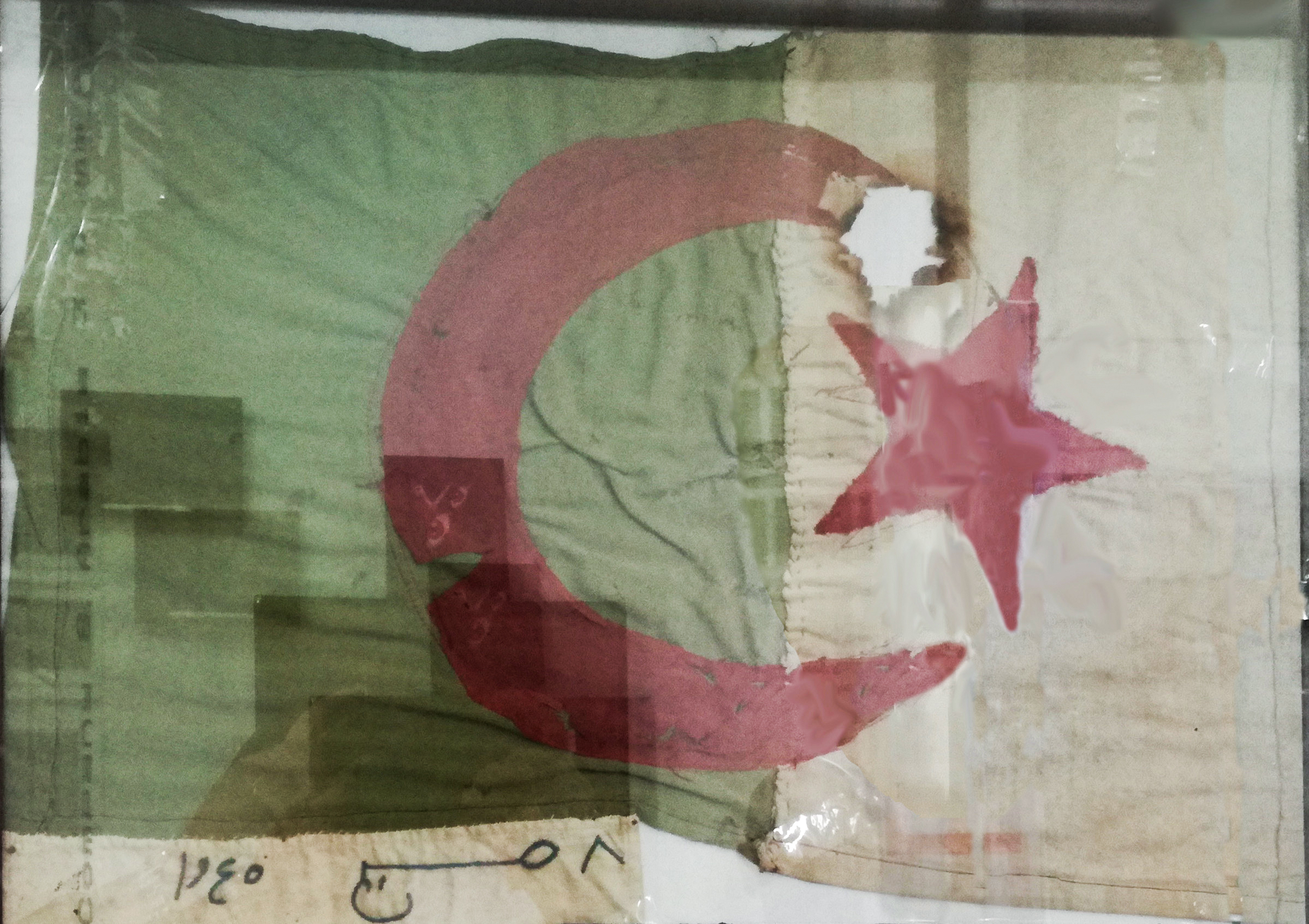
La bandiera algerina sventolata da Bouzid Saâl l'8 maggio 1945 a Sétif.

A Sétif una manifestazione nazionalista araba, separata dalle manifestazioni ufficiali, fu autorizzata purché non avesse carattere politico: “nessuno striscione o altro simbolo di protesta, nessuna bandiera diversa da quella della Francia deve essere esposta. Non si devono cantare slogan antifrancesi. Non sono ammesse armi, bastoni o coltelli".
La manifestazione, stimata in più di 10 000 persone, cominciò a dispiegarsi per le strade alle 8 del mattino, cantando l'inno nazionalista Min Djibalina (Dalle nostre montagne), marciando con le bandiere dei paesi alleati vittoriosi e con dei cartelli con scritto "Messali liberi", "Vogliamo essere vostri pari” e “Abbasso il colonialismo”. Intorno alle 8:45 comparvero cartelli “Viva l'Algeria libera e indipendente” e alla testa della manifestazione Aïssa Cheraga, guida di una pattuglia di scout musulmani, espose una bandiera verde e rossa di Abd el-Kader. La situazione precipitò rapidamente: davanti al Café de France, in avenue Georges Clemenceau, il commissario Olivieri tentò di impadronirsi della bandiera, ma venne scaraventato a terra. Secondo un testimone, alcuni europei che assistevano alla scena ai margini della manifestazione si precipitarono tra la folla. I portatori degli stendardi e della bandiera si rifiutarono di cedere alle ingiunzioni della polizia. Vi furono scambi di colpi di arma da fuoco tra la polizia e i manifestanti.
Un giovane di 26 anni, Bouzid Saâl, si impossessò della bandiera (bianca e verde con mezzaluna e stella rosse, colori e simboli che sarebbero diventati la bandiera ufficiale dell'Algeria nel 1962) ma fu abbattuto da un poliziotto. Immediatamente, gli spari della polizia provocano il panico. I manifestanti inferociti attaccarono così i francesi al grido di “n'katlou ennessara” (uccidiamo gli europei), e in poche ore furono uccisi 28 europei, tra cui il sindaco, mentre 48 furono feriti. Tra gli indigeni ci sarebbero stati dai 20 ai 40 morti e dai 40 agli 80 feriti.
L'esercito fece allora schierare i tiratori algerini, i quali però non aprirono il fuoco. Mentre a Sétif la rivolta si placava, contemporaneamente scoppiarono rivolte nella regione montuosa della Piccola Cabilia e nei piccoli villaggi lungo la costa tra Béjaïa e Jijel. Gruppi di musulmani, inneggiando alla jihad, iniziarono ad assaltare piccoli villaggi di coloni e fattorie isolate massacrando gli abitanti e razziando le proprietà. Saccheggi, stupri e omicidi si registrarono anche a Guelma, Périgotville, Kherrata, Amoucha, Chevreul, El Ouricia, Sillègue e Jijel. Spesso ad essere assassinati furono quei francesi che ricoprivano incarichi nella pubblica amministrazione, simbolo della dominazione coloniale. Le violenze si protrassero per cinque giorni, fino all'intervento di reparti dell'esercito francese. Si registrarono complessivamente 103 europei uccisi (molti dei quali trovati sfigurati o mutilati), un centinaio feriti e decine di donne stuprate.

### Il massacro dei musulmani
Alla rivolta anticoloniale lo stato francese rispose con una brutale ondata di repressione. Con un telegramma dell'11 maggio 1945, il generale de Gaulle, capo del governo provvisorio della Repubblica francese, ordinò l'intervento dell'esercito al comando del generale Duval, che attuò una violenta repressione contro la popolazione indigena. Il generale radunò tutte le truppe disponibili, circa duemila uomini. Queste truppe erano composte da elementi della Legione Straniera, da goumiers marocchini che si trovavano ad Orano in procinto di essere smobilitati e che protestavano contro questo prolungamento inaspettato del servizio, una compagnia di riserva di tirailleurs sénégalais di Orano, spahis di Tunisi e tiratori algerini di stanza a Sétif, Kherrata e Guelma. Furono così attuati una serie di grandi rastrellamenti contro i villaggi della regione che culminarono con centinaia di esecuzioni sommarie. L'azione dell'esercito fu spalleggiata dalla marina e dall'aviazione militare. Nelle aree più impervie infatti una quarantina di insediamenti venne direttamente bombardata dai Douglas. Kherrata ed alcune località della regione di Cap Aokas furono invece cannoneggiate dall'incrociatore Duguay-Trouin e dal cacciatorpediniere Le Triomphant.
Accanto alla repressione attuata dalle forze armate francesi, si registrarono in quei giorni anche centinaia di esecuzioni sommarie e linciaggi contro i musulmani per mano di squadre di vigilantes europei, il cui operato fu protetto e avallato dalle autorità civili e militari francesi. In tutti i maggiori centri della zona della rivolta, come appunto Sétif e Guelma, i quartieri arabi vennero attaccati e distrutti. Vennero costituiti tribunali improvvisati e chiunque fosse sospettato di appartenere alle formazioni nazionaliste algerine fu sommariamente giustiziato o linciato.

## Bilancio
Il rapporto Tubert ipotizzò nella repressione francese un numero di vittime compreso tra i 1 020 ed i 1 300. Radio-Cairo invece ipotizzò invece 45 000, cifra fatta poi propria, non senza controversie, dai nazionalisti algerini. Robert Aron avanzò invece l'ipotesi di 6 000 morti, cifra che sebbene non sia stata documentata, viene ritenuta dalla storiografia francese moderna quella più veritiera.

## Conseguenze
Nonostante la consapevolezza della portata degli eventi da parte del governo francese, nella Francia metropolitana quanto avvenuto in Algeria riuscì ad essere minimizzato e ben presto dimenticato. Nell'opinione pubblica algerina musulmana invece quanto accaduto a Sétif e Guelma segnò un punto di non ritorno.
Per molti militanti nazionalisti come Lakhdar Bentobbal, futuro dirigente del FLN, il massacro simboleggiava la consapevolezza che la lotta armata era l'unica soluzione. Fu in seguito agli eventi dell'8 maggio che Krim Belkacem, uno dei sei fondatori storici del FLN, decise di darsi alla macchia. Nel 1947 il PPA creò l'Organizzazione Speciale (OS), il suo braccio armato, guidato da Aït-Ahmed poi da Ben Bella.
Dal canto loro i pieds-noirs domandarono al governo misure drastiche rigettando qualsiasi tipo di riforma che concedeva agli indigeni maggiori diritti.
Il generale Duval, che guidò la repressione, scrisse in un rapporto indirizzato al governo di Parigi: "Vi ho assicurato pace per dieci anni, tocca a voi usarla per riconciliare le due comunità. È necessaria una politica costruttiva per ripristinare la pace e la fiducia". Nove anni e mezzo più tardi, in occasione della festa d'Ognissanti, i nazionalisti algerini daranno il via alla guerra di liberazione contro il colonialismo francese.
Nel 2005 l'ambasciatore francese in Algeria, Hubert Colin de Verdière, ha riconosciuto la responsabilità francese nella “tragedia imperdonabile” di Sétif. Durante una visita ad Algeri nel dicembre 2012, il presidente François Hollande ha dichiarato: “Per centotrentadue anni, l'Algeria è stata sottoposta a un sistema profondamente ingiusto e brutale. Riconosco qui le sofferenze che la colonizzazione ha inflitto al popolo algerino. Tra queste sofferenze ci sono i massacri di Sétif, Guelma e Kherrata". Ha aggiunto che “sulla guerra in Algeria bisogna dire la verità”.
Il 19 aprile 2015 Jean-Marc Todeschini, segretario di Stato per gli Affari dei Veterani e la Memoria, ha preso parte al 70º anniversario del massacro di migliaia di algerini a Sétif e Guelma, dichiarando: "Questa domenica, per la prima volta, alla parola si aggiungerà il gesto, traduzione concreta del tributo della Francia alle vittime e del riconoscimento delle sofferenze inflitte [agli algerini].”